# Древс, Пауль
Па́уль Го́ттфрид Древс (нем. Paul Gottfried Drews; 8 мая 1858, Айбеншток — 1 августа 1912, Галле) — известный немецкий лютеранский теолог и пастор, специалист по евангелической практической теологии и истории Евангелической церкви. Один из первопроходцев в области социологии религии и эмпирической теологии.

## Биография
Родился 8 мая 1858 года в семье торговца Августа Древса и его жены Альмы Зейсич, дочери врача из Айбенштока.
Посещал гуманитарную Школу Святого Фомы в Лейпциге
В 1878—1881 годах изучал евангелическую теологию в Лейпцигском университете и Гёттингенском университете. Во время учёбы в последнем был принял в студенческую корпорацию «Тюрингский союз научной теологии» (нем. Akademischen Theologischen Verbindung Thuringia).
После окончания университетов работал частным преподавателем у дворянина во Франконии.
В 1883 году стал пастором в Буркау, а в 1889 году архидиаконом Церкви Луки в Дрездене.
В 1892 году получил лиценциат по теологии за работу «Пётр Канизий, первый немецкий иезуит» (нем. Petrus Canisius, der erste deutsche Jesuit).
В 1894 году стал экстраординарным профессором практической теологии в Йенском университете.
В 1887 году стал почётным доктором факультета теологии Галле-Виттенбергского университета.
В 1901 году стал ординарным профессором в Гисенском университете, откуда в 1908 году перешёл в Галле-Виттенбергский университет.

## Научная деятельность
Занимался изучением истории Реформации (готовил к изданию диспуты Мартина Лютера). Кроме того занимался исследованиями по истории литургики и Евангелической церкви в рамках практической теологии.

## Общественная деятельность
В своём приходе он воспринял идеи христианского социализма, хотя и отказывался принимать утверждения Фридриха Наумана о том, что Иисус Христос является архетипом социального реформатора. Один из основателей церковно-религиозного журнала Die Christliche Welt и редактор собрания работ Evangelische Kirchenkunde.

## Научные труды
- Petrus Canisius, der erste deutsche Jesuit, Halle 1892.
- Disputationen D. Martin Luthers in den Jahren 1535 bis 1545, Halle 1895/96.
- Das kirchliche Leben der Evangelisch-Lutherischen Landeskirche des Königreichs Sachsen, Tübingen 1902.
- Zur Entstehungsgeschichte des Kanons in der römischen Messe, Tübingen 1902.
- Der evangelische Geistliche in der deutschen Vergangenheit, Jena 1905.
- Das Problem der praktischen Theologie. Zugleich ein Beitrag zur Reform des theologischen Studiums, Tübingen 1910.
- Entsprach das Staatskirchentum dem Ideale Luthers?, Tübingen 1911.